# 周萬生
周萬生（1937年10月11日—），為台灣畜牧業獸醫師與書法家，於台灣糖業公司任職四十年，曾擔任養牛場、畜殖場、繁殖場主任及畜殖處家畜保健組長。因多年擔任志工，参加屏東縣老人社團，服務老人，甚受政府肯定與表揚。

## 生平
周萬生生於日治臺灣台南州歸仁（今台南市歸仁區），就讀於國立岡山農工。1972年，取得獸醫師證書。1973年起，先擔任旗山糖廠畜殖場主任。隔年，擔任屏東糖廠總廠東海豐養牛場主任。1975年，於台灣省立屏東農業專科學校畢業。1979年，為南州糖廠大響營二畜殖場主任，之後於屏東糖廠總廠擔任四林二畜殖場與繁殖場主任。
1994年，升為台糖台北總公司家畜保健組長，曾榮獲經濟部優秀人員表揚與蕭萬長部長召見。2000年退休後，於2007年擔任屏東縣屏東區長青學苑理事長。2015年，擔任服務協會常務理事。2013年，擔任屏東縣慈善團體聯合協會監事。2009年與2011年間，擔任內政部屏東縣老人福利推動小組委員，長期推動老人福利與志工服務。
周萬生的書法作品於2018年榮獲孟庸書藝獎國際交流書法比賽優選。2019年，榮獲大日本書藝院國際文化交流展準特選獎。其書法著作展覽在台糖量販屏東冰店和屏東市公所。業餘時間時常參與槌球比賽與志工運動會。